# День выборов (США)
В США День выборов — установленная законом дата для проведения всеобщих выборов федеральных государственных чиновников. Законодательно определён как «вторник после первого понедельника месяца ноября» или «первый вторник после 1 ноября». Ранняя возможная дата — 2 ноября, последняя возможная дата — 8 ноября.
Для высших чиновников федерального уровня (Президента, Вицепрезидента и конгрессменов), а также — для выборов губернаторов большинства штатов (за исключением Кентукки, Луизианы, Миссисипи, Нью-Джерси и Виргинии) День выборов проходит только в чётные годы. Президентские выборы проводятся каждые четыре года, в годы, кратные четырём. Выборы в Палату представителей США и Сенат США проводятся каждые два года: члены Палаты представителей избираются на двухлетний срок (в парные годы), в то время как членов Сената выбирают на шестилетний срок, распределяя таким образом, чтобы на любых на общих выборах избиралась треть сенаторов. Выборы, в ходе которых не выбирают президента, называют промежуточными.
Избранные в текущем году государственные чиновники обычно получают свои полномочия 1 января следующего года, за исключением Президента и Вице-президента, получающих полномочия в День инаугурации, в полдень 20 января. Дата выборов Президента и членов Конгресса является единой для всех штатов и устанавливается законодательно, в то же время во многих штатах разрешено и досрочное голосование.

## История
До 1792 года федеральный закон разрешал штатам выбирать членов Коллегии выборщиков в любой день в течение 34-дневного периода до первой среды декабря . Проведение выборов в ноябре было удобным, поскольку в этот момент завершался сбор урожая, а суровая зимняя погода ещё не начиналась. Сначала разные штаты имели разные системы отбора избирателей, но постепенно эти правила унифицировали.
Но после того, как появился телеграф (а деятельность Морзе по его созданию финансировалась Конгрессом США), мгновенно изменилась и скорость коммуникации в стране. И чтобы предотвратить утечку информации об итогах голосования в одних штатах (где выборы уже состоялись), которая могла бы повлиять на результаты волеизъявления в других, Конгресс в 1845 году назначил единую национальную дату выбора президента, первый вторник после первого понедельника ноября.

## Попытки реформ и позиция отдельных штатов
Проведение выборов во вторник — в день, когда подавляющее большинство избирателей должно работать, — постоянно приводит к низкой явке. Например, на президентских выборах 2016 года не проголосовали 92 миллиона человек, обладающих правом голоса; на промежуточных выборах 2014 года не проголосовали 143 миллиона граждан, имевших право голоса, — и это самая низкая явка за 72 года. Поэтому периодически появляются предложения по улучшению явки. В частности, объявить День выборов федеральным праздником или объединить его с Днём ветеранов. Среди других предложений — разрешить голосование в течение нескольких дней и поощрять избирателей голосовать досрочно или по почте.
В 2005 году конгрессмен от штата Мичиган Джон Конуэрс (англ. John Conyers) предложил законопроект, согласно которому в День выборов по всей территории США объявляется национальный праздник — День демократии, но предложение было отклонено.
Делавер, Гавайи, Кентукки, Монтана, Нью-Джерси, Нью-Йорк, Огайо, Западная Вирджиния, Иллинойс и Пуэрто-Рико уже объявили День выборов праздничным. Некоторые другие штаты законодательно требуют, чтобы работники в этот день могли брать выходные или получать свободные часы в течение дня без потери зарплаты. Например, в Калифорнии и Нью-Йорке работникам, не имеющим достаточного времени для голосования, разрешается получить два оплачиваемых часа в начале или конце смены.
Некоторые работодатели позволяют своим работникам в день выборов приходить на работу позже или заканчивать смену раньше, чтобы иметь возможность добраться до участков и проголосовать.

## Досрочное и почтовое голосование
Большинство штатов допускают досрочное голосование. Очное досрочное голосование разрешено в 32 штатах и округе Колумбия. Досрочное голосование по почте разрешено в 27 штатах и округе Колумбия. При этом избирателям разрешается отправлять бюллетени за 4-50 дней (в зависимости от штата) до Дня выборов.
В Колорадо, Гавайях, Орегоне, Юте и штате Вашингтон по закону избирательные бюллетени автоматически направляются всем зарегистрированным избирателям за несколько недель до дня выборов, но граждане имеют также право лично прийти на участок. В Калифорнии, штате Небраска и Северной Дакоте голосование по закону может быть проведено исключительно по почте (но отправка бюллетеней по почте не обязательна), 10 штатов США позволяют проводить почтовое голосование в отдельных случаях. В 29 штатах бюллетени, отправленные по почте, должны поступить на участки или в центры подсчета не позднее, чем в канун, или в День выборов.